# 洛兴
洛兴是奥地利上奥地利州因河畔布劳瑙县的一个市镇。总面积33.3平方公里，总人口2968人，人口密度89人/平方公里（2023年）。